# Amanda Campodónico
Amanda Campodónico (Rosario, provincia de Santa Fe, 17 de noviembre de 1879-Buenos Aires, 11 de abril de 1933) fue una cantante lírica mezzo soprano argentina. 

## Biografía
Inició sus estudios en Rosario bajo la tutela de José María Escalante. En 1887 se mudó a Italia becada por el gobierno nacional para estudiar canto en Milán con Alejandro Guangue, ese mismo año debutó en el Gran Teatro del Liceo de Barcelona con la ópera Sanson y Dalila de Camille Saint-Saëns bajo la dirección de su autor. Continuó su formación europea en Bruselas de 1897 a 1899 con Enrique Warnosten; en Roma con C. Cotogui; en Nápoles con J. C. Carrell, destacándose sus buenas calificaciones.
Llegó a ocupar el puesto de primera línea entre las divas del arte lírico de su época en los teatros más importantes de Rusia, España e Italia. En 1906 se presentó en el Teatro San Petersburgo de Rusia.
Al regreso a la Argentina se dedica a la docencia en el Conservatorio Williams de Buenos Aires. El 11 de abril de 1914 se despide de los escenarios en el Teatro El Círculo de Rosario a sala llena.

## Honores

### Eponimia
El 28 de marzo de 1958 por decreto ordenanza N° 21.876 el Comisionado Municipal de la Ciudad de Rosario estableció el nombre de Amanda Campodónico a una calle de la ciudad.